# Åminne naturreservat
Åminne naturreservat är ett naturreservat väster om Åminne i Kärda socken i Värnamo kommun i Jönköpings län. Det kallas också Blåsippekullens naturreservat och är beläget invid Bestorpasjöns västra strand.
Reservatet är skyddat sedan 1968 och består av våtmarker, äldre odlingsmark, löv- och blandskog. Här finns även bokskog som är 150-200 år gammal. Blåsippor växer i riklig mängd på våren och i reservatet ingår också en del slåttermark.

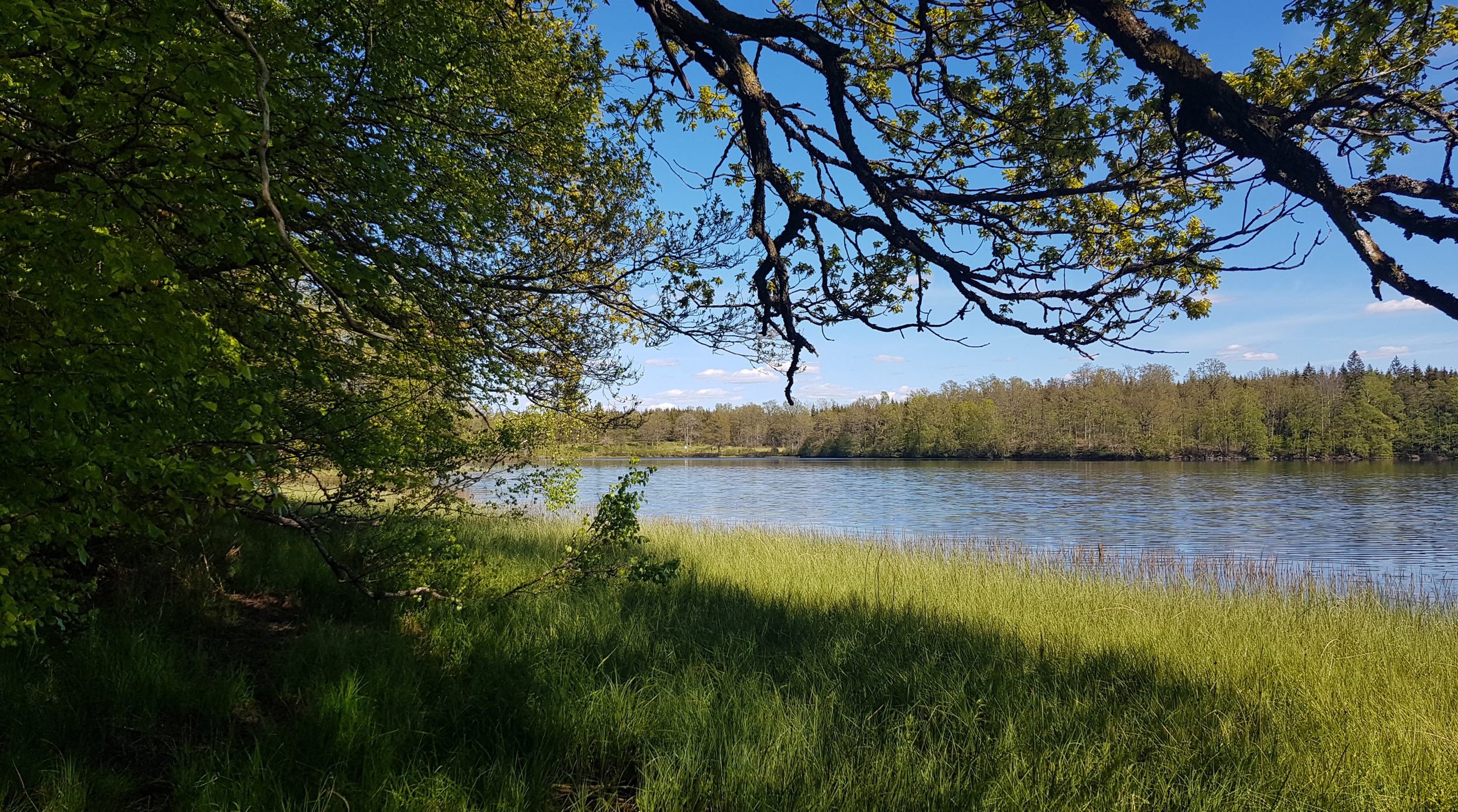
Bestorpasjön belägen intill Åminne naturreservat
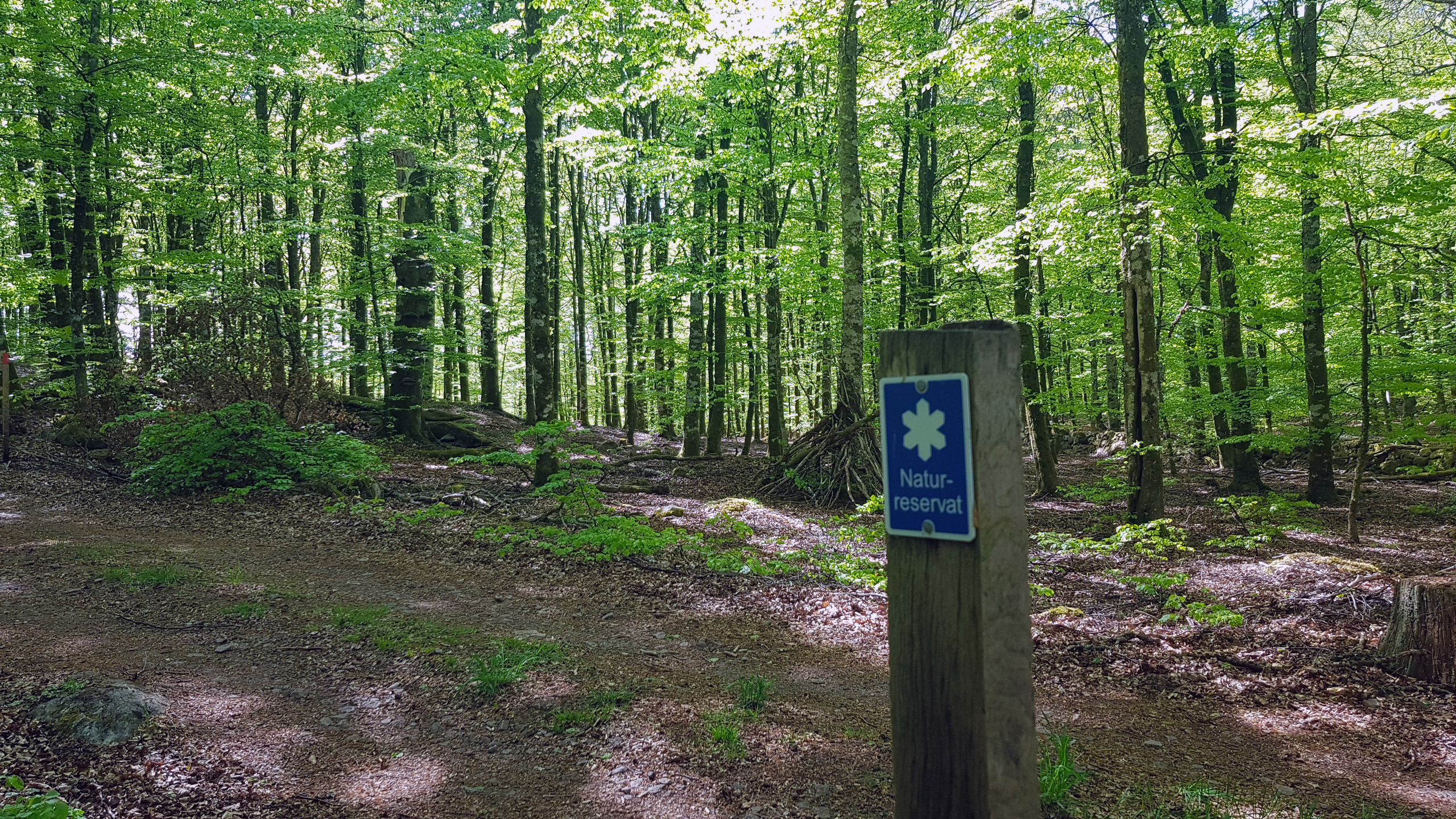
Skylt som markerar närvaron av ett naturreservat (Åminne naturreservat)